# Jacques Fotso Kankeu
Sa Majesté Jacques Fotso Kankeu né en 1936 et mort en juillet 2017, est roi des Bamougoum de 1981 jusqu'à sa mort.

## Biographie

### Enfance, éducation et débuts
Jacques Fotso Kankeu est intronisé roi des Bamougoum en avril 1981. Il est le XXe de sa dynastie.
Il décède le 26 juillet 2017 à l'hôpital général de Yaoundé et est remplacé par François Moumbé Fotso en août 2017.

### Fonctions
- Il est chef de 1er degré, la plus haute hiérarchie de chef traditionnel au Cameroun.
- Il assume le rôle de gardien de la collection des objets cultuels et culturels du royaume.
- Il reçoit en audience et ennoblit.
- Il promeut le rassemblement des sujets du royaume.